# Vulcanops jennyworthyae
Vulcanops jennyworthyae — викопний вид лиликоподібних родини Mystacinidae, який існував у міоцені (19-16 млн років тому).

## Скам'янілості
Скам'янілі рештки виду знайдені у відкладеннях формації Сент-Батанс у Новій Зеландії. Описаний у 2018 році по голотипу, що складається зі щелепи та кількох зубів.

## Назва
Назва роду Vulcanops дана на честь римського бога Вулкана. Видова назва вшановує Дженіфер Ворті, за її внесок у вивчення фауни формації Сент-Батанс.